# Landtagswahl in Nordrhein-Westfalen 1962
- SPD: 90
- FDP: 14
- CDU: 96

Die Landtagswahl in Nordrhein-Westfalen 1962 fand am 8. Juli 1962 statt. Gewählt wurden die Abgeordneten für die 5. Wahlperiode des Landtags von Nordrhein-Westfalen.
Die CDU verlor ihre 1958 errungene absolute Mehrheit. Die SPD gewann deutlich hinzu, die FDP verlor geringfügig. CDU und FDP einigten sich auf eine Koalition. In der konstituierenden Sitzung des Landtags am 23. Juli wurde Franz Meyers mit 109 Stimmen wieder zum Ministerpräsidenten gewählt, 87 entfielen auf den SPD-Fraktionsvorsitzenden Heinz Kühn. Drei Tage später wurden die 7 CDU- und 2 FDP-Minister vereidigt.

## Ergebnis
- Wahlberechtigte: 11.156.285
- Wähler: 8.188.988
- Wahlbeteiligung: 73,40 %
- Gültige Stimmen: 8.082.567

| Partei         | Stimmen absolut | Anteil in % | Wahl- kreisbe- werber | Direkt- man- date | Sitze |
| -------------- | --------------- | ----------- | --------------------- | ----------------- | ----- |
| CDU            | 3.752.116       | 46,42       | 150                   | 76                | 96    |
| SPD            | 3.497.179       | 43,27       | 150                   | 74                | 90    |
| FDP            | 553.426         | 6,85        | 150                   |                   | 14    |
| DFU            | 164.333         | 2,03        | 150                   |                   |       |
| Zentrum        | 75.291          | 0,93        | 82                    |                   |       |
| GDP            | 34.526          | 0,43        | 79                    |                   |       |
| DG             | 4.917           | 0,06        | 24                    |                   |       |
| UAP            | 426             | 0,01        | 3                     |                   |       |
| Einzelbewerber | 353             | 0,00        | 2                     |                   |       |
| Total          | 8.082.567       |             | 790                   | 150               | 200   |

## Quelle
- Veröffentlichung des amtlichen Endergebnisses im Ministerialblatt für das Land Nordrhein-Westfalen vom 21. August 1962 (PDF; 826 kB)